# Шаньтин
Шаньти́н (кит. упр. 山亭, пиньинь Shāntíng, буквально: «павильон в горах») — район городского подчинения городского округа Цзаочжуан провинции Шаньдун (КНР).

## История
При империях Мин и Цин, а также во время Китайской республики северная часть этих земель входила в состав уезда Тэнсянь (滕县), южная — в состав уезда Исянь (峄县).
В годы войны с Японией действовавшие в японском тылу китайские партизаны создавали свои органы власти, чьи зоны ответственности не совпадали с довоенными границами административно-территориального деления. Так, в 1942 году на стыке уездов Фэйсянь (费县), Тэнсянь и Исянь был создан ФэйТэнИский центральный уезд (费滕峄中心县), в 1943 году преобразованный в уезд Шуаншань (双山县), а в 1946 году переименованный в уезд Лушуй (麓水县, в честь героя-коммуниста Ван Лушуя). Во время гражданской войны в 1947 году на стыке уездов Тэнсянь и Цзоусянь (邹县) был создан уезд Байянь (白彦县).
В 1950 году был образован Специальный район Тэнсянь (滕县专区), и уезды Тэнсянь, Исянь и Байянь (к которому был присоединён уезд Лушуй) вошли в его состав. В 1953 году Специальный район Тэнсянь и Специальный район Хуси (湖西专区) были объединены в Специальный район Цзинин (济宁专区); уезд Байянь был при этом расформирован, а его земли разделены между уездами Тэнсянь, Цзоусянь и Пинъи. В 1958 году власти уезда Исянь переехали в посёлок Цзаочжуан.
В январе 1960 года уезд Исянь был расформирован, а вместо него создан городской уезд Цзаочжуан. В сентябре 1961 года Цзаочжуан был выведен из-под юрисдикции Специального района Цзинин и подчинён напрямую властям провинции Шаньдун; в административном плане он был разделён на четыре района, и эти места оказались в составе района Цицунь (齐村区). В июле 1976 года из территории района Цицунь был выделен район Шичжун.
В ноябре 1983 года район Цицунь был переименован в Шаньтин.

## Административное деление
Район делится на 1 уличный комитет и 9 посёлков.